# Monticole rocar
Monticola rupestris
Espèce
Statut de conservation UICN

 LC  : Préoccupation mineure
Le Monticole rocar (Monticola rupestris) ou merle de roche du Cap, est une espèce de passereau de la famille des Muscicapidae.

## Description

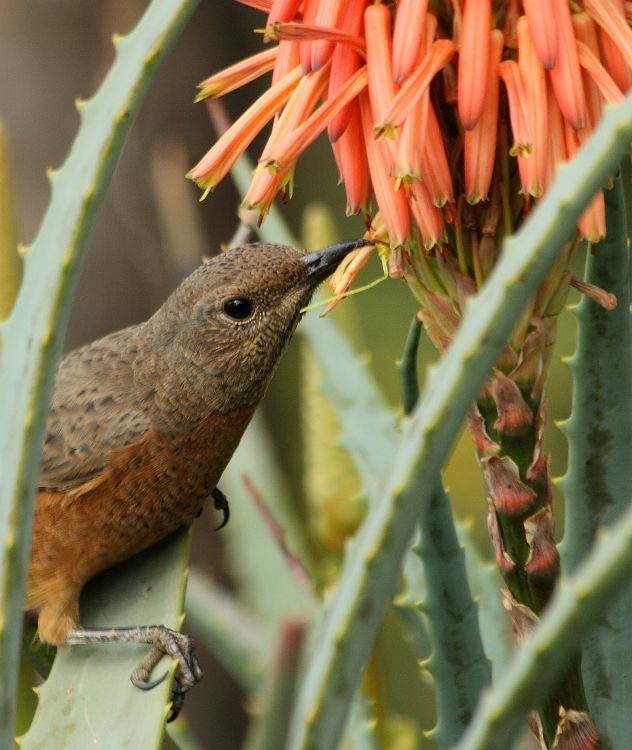
une femelle se nourrissant d'inflorescence dAloe arborescens

Ce monticole mesure entre 19 cm et 21 cm de longueur. En été, le mâle possède un plumage gris bleuâtre sur la tête, orangé sur le corps et la partie inférieure de la queue, tandis que son dos et ses ailes sont de couleur brune. La femelle est brune avec la partie inférieure du corps d'un brun plus orangé, ce qui la différencie des autres femelles monticoles de roche qui ont un corps moins orangé. La partie inférieure de sa queue est orange comme chez le mâle.

## Répartition
Cet oiseau vit en Afrique du Sud, au Lesotho et au Swaziland. Il ne migre pas, sauf dans certaines zones de façon saisonnière en altitude.

## Habitat
Ce passereau vit dans des zones montagneuses et rocheuses.

## Nidification
Il fait son nid (en forme de coupe) dans des anfractuosités ou des strates rocheuses. La femelle pond deux ou trois œufs.

## Alimentation
Il se nourrit d'insectes ou de petites baies.